# Lex (Informatik)
Das Programm Lex wird im Übersetzerbau benutzt, um Scanner für die lexikalische Analyse von Quelltexten zu erstellen. Ein lexikalischer Scanner ist Teil eines Übersetzers.
Lex wird oft genutzt in Kombination mit Yacc, der für die syntaktische Analyse zuständig ist.
Lex wurde Mitte der 1970er Jahre an den Bell Labs von Mike Lesk in C programmiert; die Regex-Behandlung stammte von Alfred V. Aho und Ken Thompson. Im Sommer 1976 wurde das Programm von dem damaligen Bell-Labs-Praktikanten Eric Schmidt neu implementiert.

## Arbeitsweise
Damit Lex ein Analyseprogramm generieren kann, muss eine Beschreibungsdatei erstellt werden. In dieser Datei werden sogenannte Token mittels regulärer Ausdrücke definiert.
Hier ein Beispiel einer solchen Datei:
```
%
{

    
#include
 
"y.tab.h"

    
extern
 
int
 
yylval
;

%
}

    
%%

    
"="
      
{
 
return
 
EQ
;
 
}

    
"!="
     
{
 
return
 
NE
;
 
}

    
"+"
      
{
 
return
 
PLUS
;
 
}

    
"-"
      
{
 
return
 
MINUS
;
 
}

    
";"
      
{
 
return
 
SEMICOLON
;
 
}

    
"print"
  
{
 
return
 
PRINT
;
 
}

    
[
0-9
]
+
   
{
 
yylval
 
=
 
atoi
(
yytext
);
 
return
 
NUMBER
;
 
}

    
...

```

Das resultierende Analyseprogramm liest den Quellcode des zu kompilierenden Programmes ein und teilt diesen in Token ein. Sollte dies nicht möglich sein, liegt ein lexikalischer Fehler vor. Die Token werden dann dem syntaktischen Analyseteil bzw. -programm eines Übersetzers übergeben.

## Beispiel
Für einen Beispiel-Quelltext wie
```
 print 15+5;

```

sind die Token:
1. (PRINT, )
2. (NUMBER, 15)
3. (PLUS, )
4. (NUMBER, 5)
5. (SEMICOLON, )

Es ist zu beachten, dass Lex keine Kenntnis von erlaubter Syntax hat. Konkret bedeutet dies, dass der Beispielcode
```
 15+ print; 5

```

ebenfalls in dieselben Token überführt würde (jedoch in anderer Reihenfolge).